# Brun barkbock
Brun barkbock (Arhopalus rusticus) är en skalbagge i  familjen långhorningar som huvudsakligen lever i tallskogar.

## Kännetecken
Brun barkbock blir mellan 10 och 27 millimeter lång. Kroppen är långsmal och platt med brun eller brunsvart färg. Ögonen är påfallande stora och är behårade, vilket skiljer brun barkbock från den närstående arten kustbarkbock. Ögonen har ingen djup inskärning i framkanten som till exempel allmän barkbock har. Ett annat kännetecken är bakbenens tredje fotsegment som är djupt kluvet. 

### Larv
Larven blir högst 35 millimeter lång och har tre par ben. Det bakersta ryggsegmentet har två små kitintaggar.

## Levnadssätt
Brun barkbock lever i barrskog, främst på tall i sällsynta fall även på gran. Larven lever i död ved, både i lågor och nära marken på stående träd. De attraheras också av brandskadade träd. Den vuxna skalbaggen är nattaktiv och påträffas från slutet av juni till slutet av augusti. De kan lockas till utomhusbelysning. Det tar mellan två och tre år innan larven är färdigutvecklad. Den förpuppas oftast i juni. Den vuxna skalbaggen lever i upp till 45 dagar trots att den inte intar någon föda. 

## Utbredning
Brun barkbock förekommer ganska allmänt i hela Sverige utom i fjällen. Den finns även i Danmark, Finland och delar av Norge. Den finns i en stor del av Europa, Nordafrika, Mindre Asien och vidare österut genom Ryssland till Stilla Havet och Japan. 